# Habitatge al carrer Major, 62 (Sant Boi de Llobregat)
L'Habitatge al carrer Major, 62 és una obra del municipi de Sant Boi de Llobregat (Baix Llobregat) inclosa en l'Inventari del Patrimoni Arquitectònic de Catalunya.

## Descripció
Es tracta d'un edifici amb tots els elements de l'estil modernista, tant en material com en trets estilístics. Habitatge de planta baixa i un pis, de maó arrebossat, amb una gran porta d'entrada que fa pensar en un magatzem o altre tipus d'edificació comercial amb un habitatge a la planta superior al qual s'accedeix des de l'interior, ja que no hi ha cap altre accés des del carrer.
A la planta noble és on es desenvolupen totes les fantasies pròpies del modernisme: maó vist combinat amb estucs simulant pedra, al voltant de la porta del balcó; carreus simulats limitant la façana a dreta i esquerra, com emmarcant l'ornament; ornamentació floral en forma de rosetes de ceràmica vidriada i esgrafiats de tipus vegetal, i al capdamunt uns grans arcs entrellaçats de maó vist rematats per uns medallons que contenen la data de construcció en mosaic de colors i una mica trencat, a l'estil Gaudí.

## Història
A les acaballes del segle xix i amb motiu de l'oficialització de l'Eixample es van impulsar els carrers Major, Mig (Vermell) i Baix (O'Donnell) amb les seves placetes. Es van donar gran quantitat de llicències per a modificar o enderrocar cases velles o per a construir-ne de nova planta. Aquesta podria ser el resultat d'aquell moment de febre modernitzadora de la vila. Posteriorment fou abandonada.